# Arrows A2
O  A2  é o modelo da Arrows da temporada de 1979 da F1. Condutores: Riccardo Patrese e Jochen Mass.
O carro tinha como caracteristica a ausência do aerofolio - O carro inteiro agia como se fosse um. 
Devido a falta de resultados na primeira corrida, foi modificado e voltou a ser um carro convencional.

## Resultados[1]
(legenda) 
| Ano  | Chassi | Motor                | Pneus | N° | Pilotos          | 1   | 2   | 3   | 4   | 5   | 6   | 7   | 8   | 9   | 10  | 11  | 12  | 13  | 14  | 15  | Pontos | Posição |  |
| ---- | ------ | -------------------- | ----- | -- | ---------------- | --- | --- | --- | --- | --- | --- | --- | --- | --- | --- | --- | --- | --- | --- | --- | ------ | ------- |  |
|      |        |                      |       |    |                  |     |     |     |     |     |     |     |     |     |     |     |     |     |     |     |        |         |  |
|      |        |                      |       |    |                  | ARG | BRA | RSA | USW | ESP | BEL | MON | FRA | GBR | GER | AUT | NED | ITA | CAN | USA |        |         |  |
| 1979 | A2     | Ford Cosworth DFV V8 | G     | 29 | Riccardo Patrese |     |     |     |     |     |     |     | 14  | Ret | Ret | Ret | Ret | 13  |     | Ret | 21 (5) | 9º      |  |
| 1979 | A2     | Ford Cosworth DFV V8 | G     | 30 | Jochen Mass      |     |     |     |     |     |     |     | 15  | Ret | 6   | Ret | 6   | Ret | NQ  | NQ  | 21 (5) | 9º      |  |

↑1  Do GP da Argentina até Mônaco utilizou o chassi A1B marcando 3 pontos (5 no total). 